# Intoxicación por la teobromina del chocolate

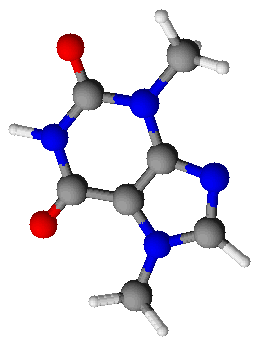
Estructura de la Teobromina

La intoxicación por teobromina del chocolate se refiere a la reacción por sobredosis sobrevenida tras la ingesta de la metilxantina Teobromina (C7H8N4O2), que se encuentra de forma natural en el chocolate principalmente, pero también en el té, los refrescos de cola y algunos otros alimentos
Intoxicación por teobromina del chocolate en humanos
El chocolate se ha relacionado durante años con un estado de bienestar, producido en gran medida por el efecto psicológico que tendría su vinculación con la infancia y las celebraciones, y por otro lado, aunque en menor medida, con el efecto de la feniletamina, de la familia de las anfetaminas.
Intoxicación por teobromina del chocolate en animales
En el caso de los perros, la dosis LD50 es de 300mg/kg, y en gatos de 200mg/kg. Esto quiere decir que los perros y gatos son mucho más sensibles que los humanos a la intoxicación por teobromina. Cabe destacar que aunque los gatos presentan una sensibilidad aún mayor que la de los perros, se han descrito muchos menos casos de intoxicación, debido a que los gatos presentan un apetito mucho más selectivo, sumado al hecho de que no detectan los sabores dulces y por ello no tendrían un excesivo afán en el consumo de chocolate. La sensibilidad de otros animales como ratas y ratones es similar a la de los humanos.
En los perros, la vida media de la teobromina es de 17,5 horas, pudiendo persistir los síntomas hasta 72 horas en casos severos de intoxicación. Según el Manual Merk de Veterinaria, serían suficientes 1.3g/kg de chocolate de cobertura para provocar signos de intoxicación en un perro. Así, para un perro medio de 20kg de peso, bastarían 24 gr de chocolate de cobertura para que aparecieran signos de intoxicación, mientras que de chocolate con leche, de mucha menor concentración de teobromina, haría falta 4 veces esa cantidad. Una onza de chocolate con leche por kilo de peso vivo es una dosis potencialmente faltal para el perro.
Síntomas de intoxicación y tratamiento
En los casos de intoxicación leve se describen cuadros de vómitos, diarreas, poliuria e incontinencia urinaria además de intranquilidad y nerviosismo. En los cuadros más severos aparecen los signos cardíacos, con arritmias y taquicardia, y los cuadros de neuropatía y convulsiones clónicas, para finalmente, en los casos más graves, llegar al coma y la muerte como desenlace fatal.
Como tratamiento se describe la inducción del vómito si la ingestión se ha producido menos de 2 horas antes; la administración de benzodiacepinas e incluso barbitúricos en caso de presencia de convulsiones y antiarrítmicos si se hiciera necesario, además de la administración de fluidos para favorecer la diuresis. No existe antídoto específico.
Se sospecha además que la teobromina provocaría cardiomiopatía tras exposición prolongada a niveles de aprox. 15 gr de chocolate negro por kilo de peso vivo y por día.
Aplicaciones de la teobromina
En humana se está experimentando su uso como antitusivo, siendo en los estudios realizados hasta la fecha más potente que la codeína por su efecto vagal.
En EE. UU. se está investigando su uso como pesticida para el control de los coyotes que predan en el ganado provocando cada año grandes pérdidas económicas. Se ha encontrado una combinación 5:1 de teobromina y cafeína que resultó tóxica en todos los animales que la ingirieron, resultando un medio selectivo, eficaz y socialmente aceptable para el control de las PLAGAS de coyotes.